# Чемпионат Уругвая по футболу 1959
Примера А Уругвая по футболу 1959 года — очередной сезон лиги. Турнир проводился по двухкруговой системе в 18 туров. Все клубы из Монтевидео. Клуб, занявший последнее место, выбыл из лиги. Чемпион квалифицировался в Кубок Либертадорес 1960.

## Таблица
| №  | Клуб                 | И  | В  | Н | П  | Заб | Проп | Очки |
| 1  | Пеньяроль            | 18 | 12 | 2 | 4  | 35  | 20   | 26   |
| 2  | Насьональ            | 18 | 11 | 4 | 3  | 33  | 14   | 26   |
| 3  | Расинг               | 18 | 10 | 2 | 6  | 29  | 25   | 22   |
| 4  | Серро                | 18 | 8  | 3 | 7  | 31  | 32   | 19   |
| 5  | Монтевидео Уондерерс | 18 | 8  | 2 | 8  | 32  | 39   | 18   |
| 6  | Дефенсор             | 18 | 6  | 4 | 8  | 34  | 35   | 16   |
| 7  | Рампла Хуниорс       | 18 | 5  | 5 | 8  | 26  | 26   | 15   |
| 8  | Суд Америка          | 18 | 6  | 2 | 10 | 22  | 30   | 14   |
| 9  | Ливерпуль            | 18 | 6  | 2 | 10 | 24  | 32   | 14   |
| 10 | Данубио              | 18 | 3  | 4 | 11 | 19  | 32   | 10   |

## Матч за чемпионство
20 марта 1960: Пеньяроль-Насьональ 2:0 (Л. А. Кубилья 78', К. А. Линацца 87' с пенальти)

## Матчи

### Тур 1
| Пеньяроль — Данубио 2:1     |
| Насьональ — Дефенсор 1:1    |
| Расинг — Рампла Хуниорс 2:1 |
| Ливерпуль — Суд Америка 2:1 |
| Уондерерс — Серро 4:4       |

### Тур 2
| Насьональ — Расинг 2:0         |
| Пеньяроль — Рампла Хуниорс 3:0 |
| Уондерерс — Данубио 3:0        |
| Серро — Ливерпуль 2:1          |
| Суд Америка — Дефенсор 3:1     |

### Тур 3
| Пеньяроль — Суд Америка 2:1 |
| Насьональ — Ливерпуль 3:2   |
| Дефенсор — Данубио 4:3      |
| Уондерерс — Расинг 2:1      |
| Рампла Хуниорс — Серро 4:0  |

### Тур 4
| Насьональ — Уондерерс 4:0     |
| Данубио — Суд Америка 2:1     |
| Серро — Пеньяроль 2:1         |
| Расинг — Ливерпуль 2:1        |
| Рампла Хуниорс — Дефенсор 3:3 |

### Тур 5
| Пеньяроль — Ливерпуль 3:1      |
| Суд Америка — Насьональ 2:2    |
| Серро — Дефенсор 2:1           |
| Расинг — Данубио 3:2           |
| Рампла Хуниорс — Уондерерс 4:1 |

### Тур 6
| Дефенсор — Ливерпуль 4:0     |
| Расинг — Суд Америка 1:0     |
| Рампла Хуниорс — Данубио 0:0 |
| Пеньяроль — Уондерерс 5:2    |
| Насьональ — Серро 2:0        |

### Тур 7
| Пеньяроль — Дефенсор 2:1         |
| Насьональ — Данубио 4:1          |
| Уондерерс — Ливерпуль 3:2        |
| Рампла Хуниорс — Суд Америка 3:1 |
| Серро — Расинг 4:3               |

### Тур 8
| Пеньяроль — Насьональ 2:0      |
| Расинг — Дефенсор 3:0          |
| Данубио — Серро 0:0            |
| Уондерерс — Суд Америка 2:1    |
| Рампла Хуниорс — Ливерпуль 1:0 |

### Тур 9
| Насьональ — Рампла Хуниорс 1:0 |
| Ливерпуль — Данубио 3:1        |
| Пеньяроль — Расинг 2:1         |
| Дефенсор — Уондерерс 4:2       |
| Серро — Суд Америка 1:1        |

### Тур 10
| Пеньяроль — Данубио 2:1     |
| Дефенсор — Насьональ 2:1    |
| Расинг — Рампла Хуниорс 2:2 |
| Суд Америка — Ливерпуль 2:1 |
| Серро — Уондерерс 4:2       |

### Тур 11
| Насьональ — Расинг 0:0         |
| Пеньяроль — Рампла Хуниорс 0:0 |
| Уондерерс — Данубио 2:1        |
| Ливерпуль — Серро 2:1          |
| Суд Америка — Дефенсор 3:1     |

### Тур 12
| Пеньяроль — Суд Америка 3:1 |
| Ливерпуль — Насьональ 1:0   |
| Дефенсор — Данубио 1:1      |
| Уондерерс — Расинг 2:0      |
| Серро — Рампла Хуниорс 1:0  |

### Тур 13
| Насьональ — Уондерерс 3:0     |
| Суд Америка — Данубио 2:1     |
| Серро — Пеньяроль 3:1         |
| Расинг — Ливерпуль 2:1        |
| Дефенсор — Рампла Хуниорс 4:2 |

### Тур 14
| Пеньяроль — Ливерпуль 2:2      |
| Насьональ — Суд Америка 3:0    |
| Дефенсор — Серро 3:1           |
| Расинг — Данубио 2:1           |
| Рампла Хуниорс — Уондерерс 2:1 |

### Тур 15
| Ливерпуль — Дефенсор 2:1     |
| Расинг — Суд Америка 1:0     |
| Данубио — Рампла Хуниорс 2:1 |
| Уондерерс — Пеньяроль 2:1    |
| Насьональ — Серро 3:1        |

### Тур 16
| Пеньяроль — Дефенсор 2:1         |
| Насьональ — Данубио 1:1          |
| Уондерерс — Ливерпуль 2:0        |
| Суд Америка — Рампла Хуниорс 1:0 |
| Расинг — Серро 3:2               |

### Тур 17
| Насьональ — Пеньяроль 1:0      |
| Расинг — Дефенсор 3:1          |
| Данубио — Серро 1:0            |
| Суд Америка — Уондерерс 2:1    |
| Рампла Хуниорс — Ливерпуль 2:2 |

### Тур 18
| Насьональ — Рампла Хуниорс 2:1 |
| Ливерпуль — Данубио 1:0        |
| Пеньяроль — Расинг 2:0         |
| Дефенсор — Уондерерс 1:1       |
| Серро — Суд Америка 3:0        |